# Petar Trifunović
Petar Trufinović foi um jogador de xadrez da antiga Iugoslávia, com diversas participações nas Olimpíadas de xadrez. Trufinović participou das edições de 1937, 1950, 1952, 1954, 1958 e 1962. Em 1935 conquistou a medalha de bronze individual no quarto tabuleiro, em 1937 novamente o bronze indivual no segundo tabuleiro, em 1950 a medalha de ouro individual pelo terceiro tabuleiro e a de ouro por equipes. Em 1952 e 1954 conquistou a medalha de bronze por equipes e nos anos de 1958 e 1962 a medalha de prata por equipes.